# 19a etapa del Tour de França de 2013
La 19a etapa del Tour de França de 2013 es disputà el divendres 19 de juliol de 2013 sobre un recorregut de 204,5 km entre Le Bourg-d'Oisans (Isèra) i Le Grand-Bornand (Roine-Alps).
El vencedor de l'etapa fou el portuguès Rui Alberto Faria da Costa (Movistar Team), que es presentà en solitari a l'arribada a Le Grand-Bornand després d'atacar en l'ascensió al darrer port de l'etapa. Aquesta fou la segona victòria de Costa, després de l'aconseguida en la 16a etapa. El segon en arribar fou Andreas Klöden (RadioShack-Leopard) i el tercer el seu company d'equip Jan Bakelants. No es produí cap canvi significatiu en les diferents classificacions.

## Recorregut

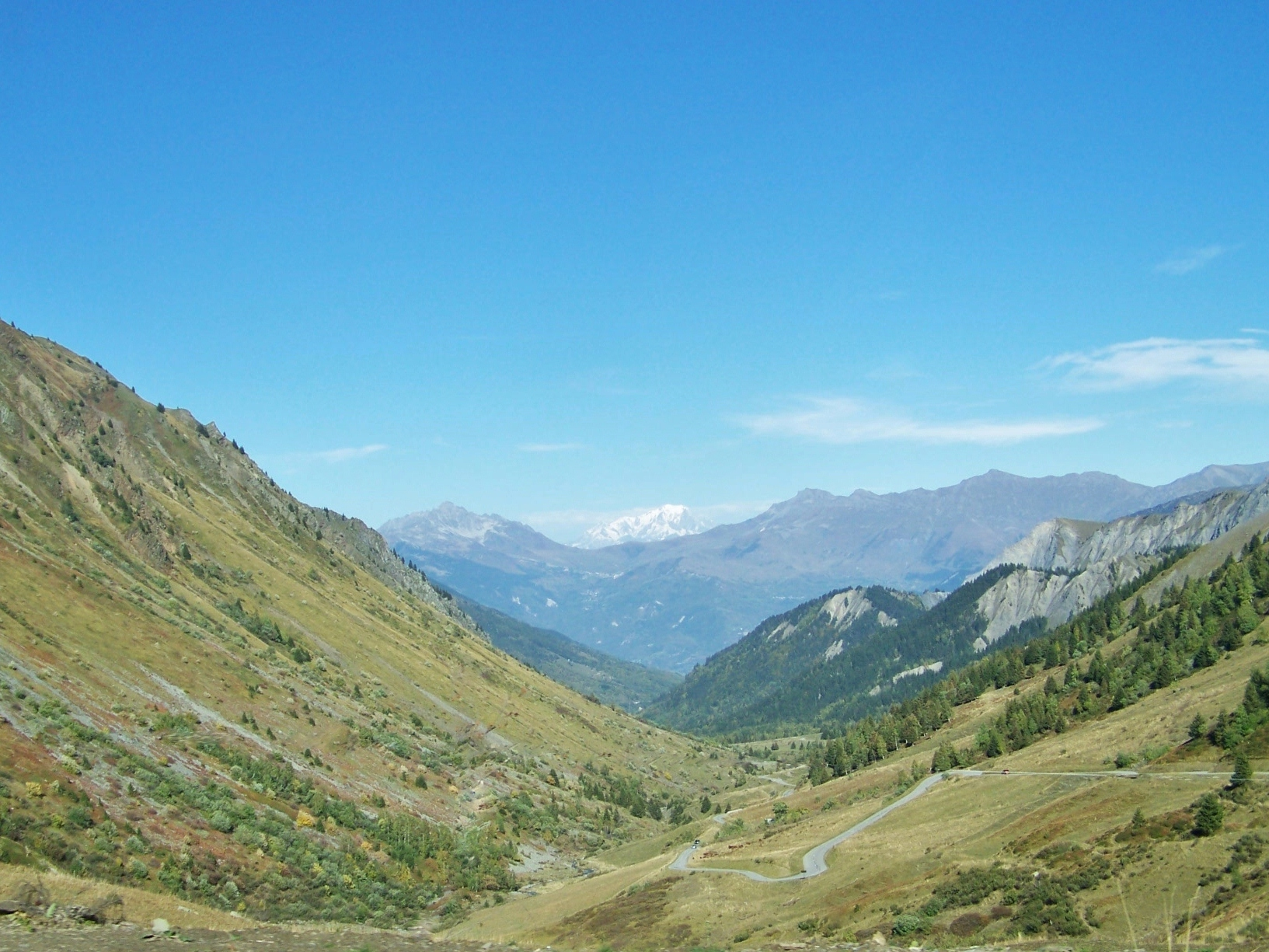
Després del pas pel coll de Glandon, els ciclistes baixen la les coureurs descendent la vall de Villards (en primer pla) abans de pujar el coll de la Madeleine (de cara, en darrer terme).

Segona etapa consecutiva d'alta muntanya als Alps, amb cinc ports de muntanya en els 204 km de recorregut. Només prendre la sortida els ciclistes s'enfronten a l'ascensió al coll de Glandon (1.924 m), de categoria especial i més de 20 km d'ascensió. El llarg descens condueix els ciclistes fins a la vall de la Mauriena, a menys de 500 metres, i on sense treva s'inicia l'ascensió al coll de la Madeleine (2.000 m), també de categoria especial i quasi 20 km d'ascensió. El descens condueix cap a la vall de la Tarentèsa i Albertville (339 m), on es troba l'esprint intermedi del dia. Poc després de passar aquest esprint s'inicia l'ascensió al coll de Tamié (907 m), de segona categoria i tot seguit el coll de l'Épine (947 m), de primera categoria. La darrera dificultat del dia és l'ascensió al coll de la Croix Fry (1.477 m), de primera categoria, que es troba a 13 km de l'arribada a Le Grand-Bornand.

## Desenvolupament de l'etapa

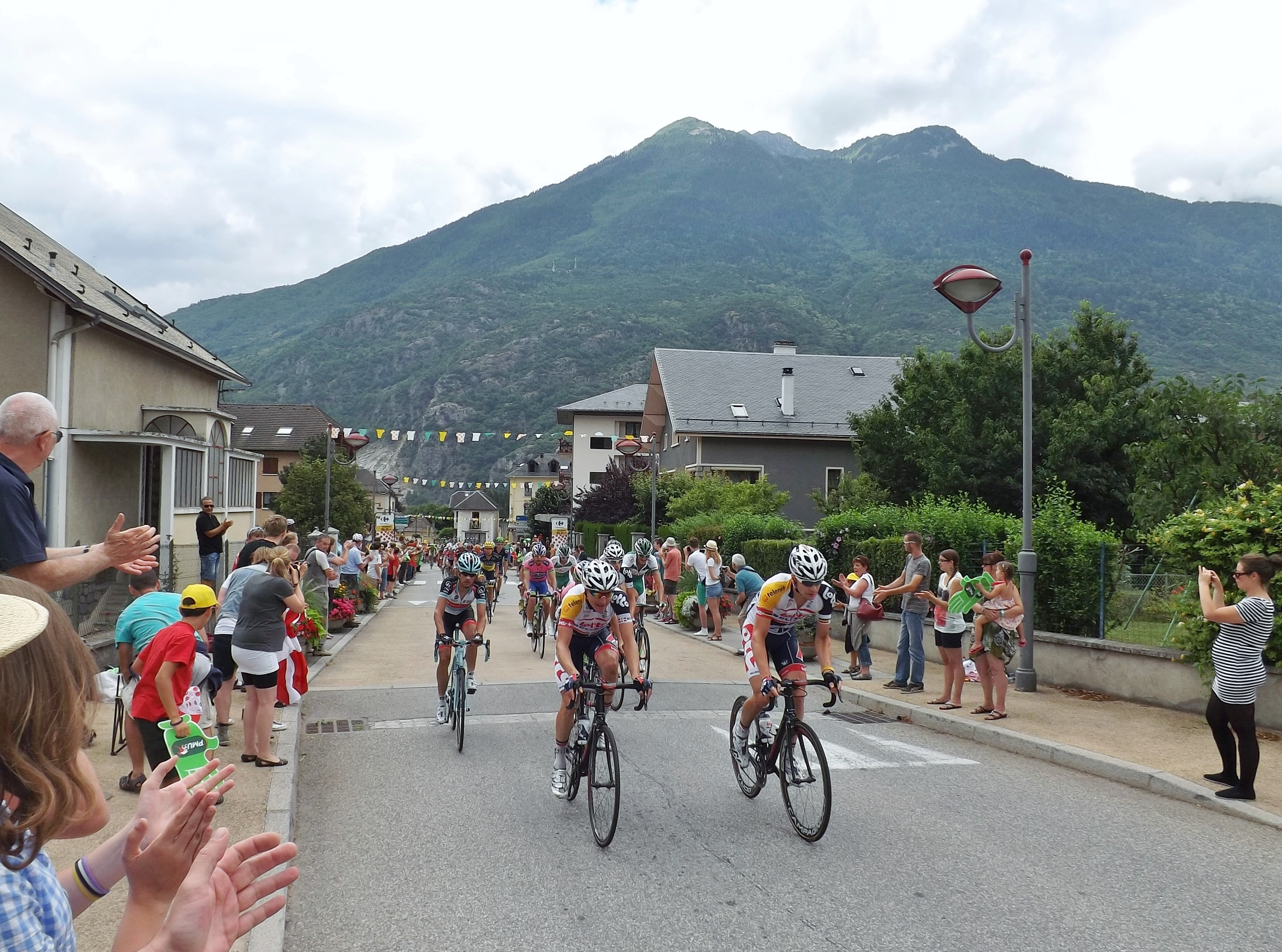
Pas de l'escapada de 30 a 40 corredors per La Chambre a Mauriena…

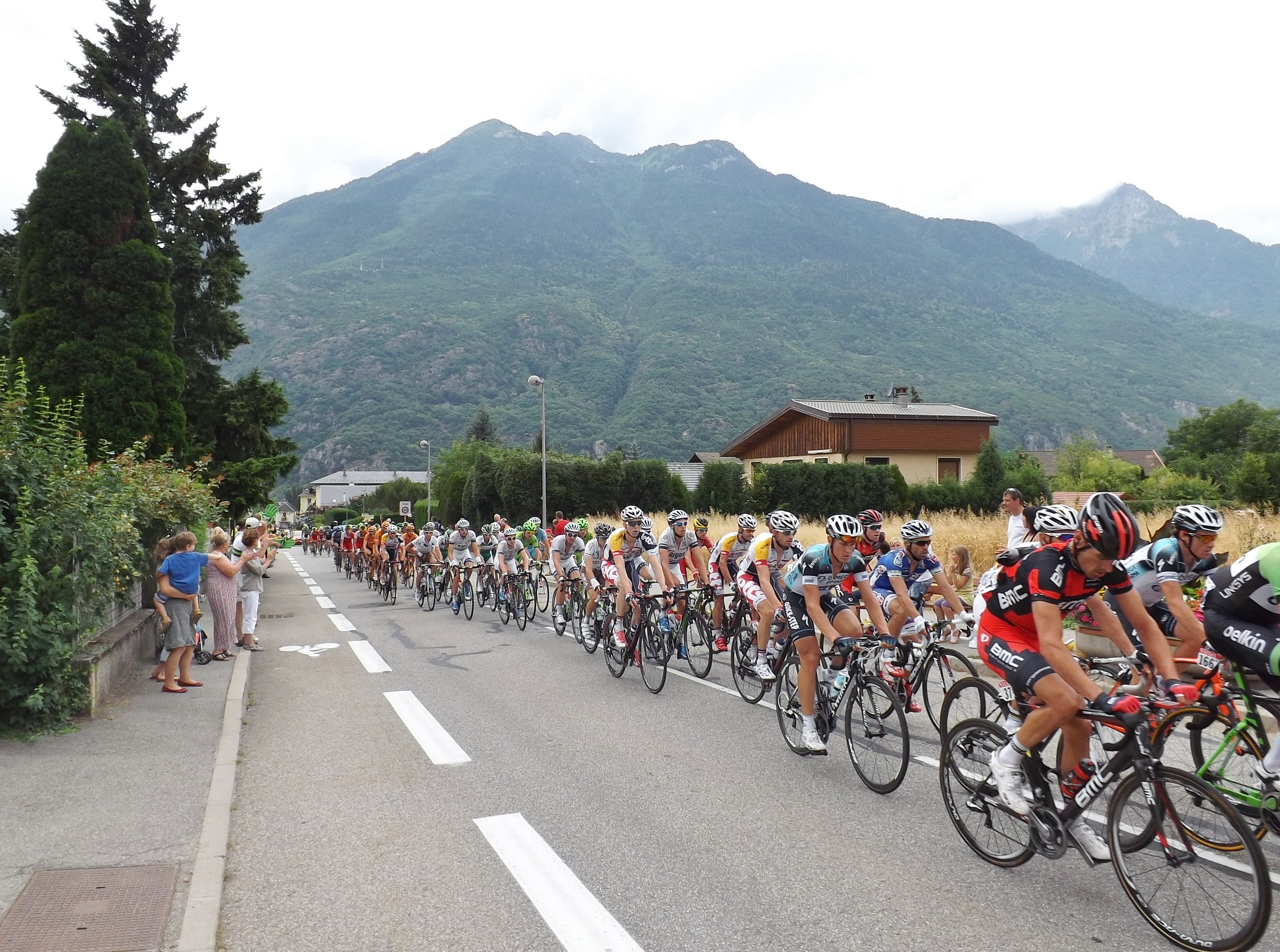
...seguits deu minuts més tard pel gran grup. Aquí comença l'ascensió al coll de la Madeleine, situat 19 km més amunt.

Lars Bak (Lotto-Belisol) i Ion Izagirre (Euskaltel–Euskadi) van ser els primers a escapar-se i a poc a poc se'ls hi anaren afegint companys, fins a ser 44 en algun moment de l'etapa. Izagirre inicià l'ascensió al coll de Glandon en companyia de Ryder Hesjedal (Garmin-Sharp). Pel cim el duet treia 3' 10" sobre el grup d'escapats, del qual en saltà Pierre Rolland (Team Europcar) i Joan Antoni Flecha (Vacansoleil-DCM), entre d'altres. El grup de Flecha s'acostà a menys de 2 minuts dels cap de cursa, però foren agafats durant l'ascensió al coll de la Madeleine. Sols Rolland es va mantenir escapat, agafant a Ryder Hesjedal, que havia deixat enrere a Izagirre en les primeres rampes, a manca de 4,5 km del cim. El nombrós grup perseguidor es fragmentà durant l'ascensió, quedant al capdavant 27 ciclistes, entre els quals hi havia Marcus Burghardt (BMC Racing Team), Jan Bakelants i Andreas Klöden (RadioShack-Leopard), Mikel Nieve (Euskaltel–Euskadi), Rui Costa (Movistar Team), Daniel Navarro (Cofidis), Damiano Cunego (Lampre-Merida), Robert Gesink (Belkin Pro Cycling Team) i Flecha, que coronaren la Madeleine a quatre minuts de Hesjedal i Rolland. El gran grup ho va fer a 12 minuts.
Hesjedal es despenjà en l'ascensió al coll de Tamié, mentre els perseguidors se li acostaven a menys de dos minuts, mentre que al pas per l'esprint d'Albertville eren 3 minuts. Al pas pel coll de l'Épine la diferència s'havia ampliat fins als dos minuts, però en la darrera ascensió del dia, el coll de la Croix Fry, les acceleracions de Navarro, i sobretot, la de Costa suposaren la fi de l'aventura de Rolland. Costa coronà el primer pel coll, seguit per Klöden a poc menys d'un minut. En el descens Costa mantingué la diferència, guanyant la segona etapa de la present edició. En el grup del mallot groc es produïren alguns atacs en l'ascens i descens del darrer port, però no suposaren cap canvi significatiu en la general.

## Esprints
| Primer  | Ryder Hesjedal (CAN)             | 20 pts |
| Segon   | Pierre Rolland (FRA)             | 17 pts |
| Tercer  | José Joaquín Rojas (ESP)         | 15 pts |
| Quart   | Joan Antoni Flecha (CAT)         | 13 pts |
| Cinquè  | Rubén Pérez Moreno (ESP)         | 11 pts |
| Sisè    | Romain Sicard (FRA)              | 10 pts |
| Setè    | Jan Bakelants (BEL)              | 9 pts  |
| Vuitè   | Laurent Didier (LUX)             | 8 pts  |
| Novè    | Damiano Cunego (ITA)             | 7 pts  |
| Desè    | Jérôme Coppel (FRA)              | 6 pts  |
| Onzè    | Simon Geschke (GER)              | 5 pts  |
| Dotzè   | Rui Alberto Faria da Costa (POR) | 4 pts  |
| Tretzè  | Romain Bardet (FRA)              | 3 pts  |
| Catorzè | Rubén Plaza (ESP)                | 2 pts  |
| Quinzè  | Andreas Klöden (GER)             | 1 pt   |

| Primer  | Rui Alberto Faria da Costa (POR) | 20 pts |
| Segon   | Andreas Klöden (GER)             | 17 pts |
| Tercer  | Jan Bakelants (BEL)              | 15 pts |
| Quart   | Alexandre Geniez (FRA)           | 13 pts |
| Cinquè  | Daniel Navarro (ESP)             | 11 pts |
| Sisè    | Bart de Clercq (BEL)             | 10 pts |
| Setè    | Robert Gesink (NED)              | 9 pts  |
| Vuitè   | Alessandro de Marchi (ITA)       | 8 pts  |
| Novè    | Mikel Nieve (ESP)                | 7 pts  |
| Desè    | Rubén Plaza (ESP)                | 6 pts  |
| Onzè    | Jesús Hernández (ESP)            | 5 pts  |
| Dotzè   | Romain Bardet (FRA)              | 4 pts  |
| Tretzè  | Tom Dumoulin (NED)               | 3 pts  |
| Catorzè | Simon Geschke (GER)              | 2 pts  |
| Quinzè  | Amaël Moinard (FRA)              | 1 pt   |

## Ports de muntanya
| 1r  | Ryder Hesjedal (CAN)    | 25 pts |
| 2n  | Ion Izagirre (ESP)      | 20 pts |
| 3r  | Christophe Riblon (FRA) | 16 pts |
| 4t  | Moreno Moser (ITA)      | 14 pts |
| 5è  | Pierre Rolland (FRA)    | 12 pts |
| 6è  | Mikel Nieve (ESP)       | 10 pts |
| 7è  | Blel Kadri (FRA)        | 8 pts  |
| 8è  | Tony Martin (GER)       | 6 pts  |
| 9è  | Johnny Hoogerland (NED) | 4 pts  |
| 10è | Laurent Didier (LUX)    | 2 pts  |

| 1r  | Pierre Rolland (FRA)             | 25 pts |
| 2n  | Ryder Hesjedal (CAN)             | 20 pts |
| 3r  | Mikel Nieve (ESP)                | 16 pts |
| 4t  | Jan Bakelants (BEL)              | 14 pts |
| 5è  | Simon Geschke (GER)              | 12 pts |
| 6è  | Rui Alberto Faria da Costa (POR) | 10 pts |
| 7è  | Laurent Didier (LUX)             | 8 pts  |
| 8è  | Romain Sicard (FRA)              | 6 pts  |
| 9è  | Andreas Klöden (GER)             | 4 pts  |
| 10è | Rubén Plaza (ESP)                | 2 pts  |

| Primer | Pierre Rolland (FRA) | 5 pts |
| Segon  | Romain Sicard (FRA)  | 3 pts |
| Tercer | José Serpa (COL)     | 2 pts |
| Quart  | Bart de Clercq (BEL) | 1 pt  |

| Primer | Pierre Rolland (FRA) | 10 pts |
| Segon  | Mikel Nieve (ESP)    | 8 pts  |
| Tercer | Jan Bakelants (BEL)  | 6 pts  |
| Quart  | Jérôme Coppel (FRA)  | 4 pts  |
| Cinquè | Tom Dumoulin (NED)   | 2 pts  |
| Sisè   | Daniel Navarro (ESP) | 1 pt   |

- 5. Coll de la Croix Fry. 1477m. 1a categoria (km 191,5) (11,3 km al 7,0%)

| Primer | Rui Alberto Faria da Costa (POR) | 10 pts |
| Segon  | Andreas Klöden (GER)             | 8 pts  |
| Tercer | Jan Bakelants (BEL)              | 6 pts  |
| Quart  | Daniel Navarro (ESP)             | 4 pts  |
| Cinquè | Bart de Clercq (BEL)             | 2 pts  |
| Sisè   | Mikel Nieve (ESP)                | 1 pt   |

## Classificació de l'etapa
|    | Ciclista                   | Equip                   | Temps      |
| -- | -------------------------- | ----------------------- | ---------- |
| 1  | Rui Costa (POR)            | Movistar Team           | 5h 59' 01" |
| 2  | Andreas Klöden (GER)       | RadioShack-Leopard      | + 48"      |
| 3  | Jan Bakelants (BEL)        | RadioShack-Leopard      | + 1' 44"   |
| 4  | Alexandre Geniez (FRA)     | FDJ                     | + 1' 52"   |
| 5  | Daniel Navarro (ESP)       | Cofidis                 | + 1' 55"   |
| 6  | Bart De Clercq (BEL)       | Lotto-Belisol           | + 1' 58"   |
| 7  | Robert Gesink (NED)        | Belkin Pro Cycling Team | + 2' 03"   |
| 8  | Alessandro De Marchi (ITA) | Cannondale              | + 2' 05"   |
| 9  | Mikel Nieve (ESP)          | Euskaltel–Euskadi       | + 2' 16"   |
| 10 | Rubén Plaza (ESP)          | Movistar Team           | + 2' 44"   |

## Classificació general
|    | Ciclista                 | Equip                   | Temps       |
| -- | ------------------------ | ----------------------- | ----------- |
| 1  | Chris Froome (GBR)       | Team Sky                | 77h 10' 00" |
| 2  | Alberto Contador (ESP)   | Team Saxo-Tinkoff       | + 5' 11"    |
| 3  | Nairo Quintana (COL)     | Movistar Team           | + 5' 32"    |
| 4  | Roman Kreuziger (CZE)    | Team Saxo-Tinkoff       | + 5' 44"    |
| 5  | Joaquim Rodríguez (ESP)  | Team Katusha            | + 5' 58"    |
| 6  | Bauke Mollema (NED)      | Belkin Pro Cycling Team | + 8' 58"    |
| 7  | Jakob Fuglsang (DEN)     | Astana Qazaqstan Team   | + 9' 33"    |
| 8  | Daniel Navarro (ESP)     | Cofidis                 | + 12' 33"   |
| 9  | Alejandro Valverde (ESP) | Movistar Team           | + 14' 56"   |
| 10 | Michał Kwiatkowski (POL) | Omega Pharma-Quick Step | + 16' 08"   |

## Classificacions annexes
|    | Ciclista             | Equip                   | Punts   |
| -- | -------------------- | ----------------------- | ------- |
| 1r | Peter Sagan (SVK)    | Cannondale              | 380 pts |
| 2n | Mark Cavendish (GBR) | Omega Pharma-Quick Step | 278 pts |
| 3r | André Greipel (GER)  | Lotto-Belisol           | 227 pts |

|    | Ciclista             | Equip             | Punts   |
| -- | -------------------- | ----------------- | ------- |
| 1r | Chris Froome (GBR)   | Team Sky          | 104 pts |
| 2n | Pierre Rolland (FRA) | Team Europcar     | 103 pts |
| 3r | Mikel Nieve (ESP)    | Euskaltel–Euskadi | 98 pts  |

|    | Ciclista                 | Equip                   | Temps       |
| -- | ------------------------ | ----------------------- | ----------- |
| 1r | Nairo Quintana (COL)     | Movistar Team           | 77h 15' 32" |
| 2n | Michał Kwiatkowski (POL) | Omega Pharma-Quick Step | + 10' 36"   |
| 3r | Andrew Talansky (USA)    | Garmin-Sharp            | + 10' 52"   |

|    | Equip              | Temps         |
| -- | ------------------ | ------------- |
| 1r | Team Saxo-Tinkoff  | 230 h 46' 35" |
| 2n | RadioShack-Leopard | + 3' 39"      |
| 3r | AG2R La Mondiale   | + 7' 37"      |

## Abandonaments
- Jack Bauer (NZL) (Garmin-Sharp): abandona.
- Kris Boeckmans (BEL) (Vacansoleil-DCM): abandona.
- Christophe Le Mével (FRA) (Cofidis): abandona.
- Marcel Sieberg (GER) (Lotto-Belisol): abandona.
- Tom Veelers (NED) (Argos-Shimano): abandona.